# États de l'Ambazonie

Drapeau de l'Ambazonie.

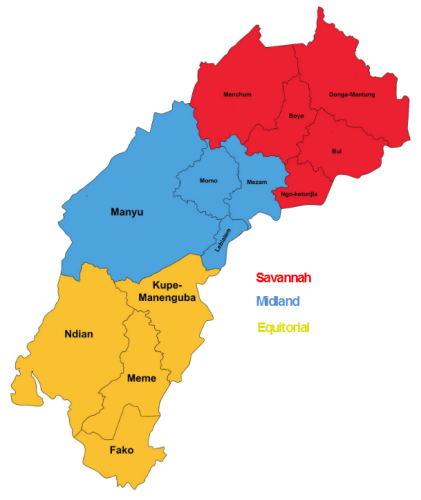
États et comtés proposés pour l'Ambazonie.

La République fédérale d'Ambazonie est un État sécessionniste non reconnu qui revendique les régions du Nord-Ouest et du Sud-Ouest du Cameroun, bien qu'il ne contrôle actuellement pratiquement aucun des territoires revendiqués. L'État autoproclamé est bordé par le Cameroun à l'est, le Nigeria à l'ouest et au nord et l'océan Atlantique au sud. Bien que la République fédérale d'Ambazonie ne soit pas reconnue par la plupart des États, une constitution a été proposée pour le territoire,. 
La région, qui est en guerre avec le Cameroun après la manifestation des avocats et des enseignants de 2016-2017, vise à faire sécession afin de former un pays indépendant appelé l'Ambazonie, un nom inventé par le Fon du peuple Widikum, Fongum Gorji Dinka, à partir du nom de la baie d'Ambas et du mot Zone, en guise de protestation contre le changement de nom du Cameroun de « République unie du Cameroun » en « République du Cameroun » en 1982, nom que l'ancien Cameroun français portait depuis son indépendance en 1960, et qui était considéré comme une tentative du gouvernement camerounais d'effacer la culture du Cameroun occidental (nom que le Cameroun méridional a obtenu après sa fédération avec le Cameroun en 1961),. Dirigée par des économistes, des politiciens, des hommes d'affaires et des avocats qui sont soit en exil soit dans la diaspora, la crise anglophone au Cameroun s'est prolongée en raison de la détermination des forces séparatistes et du financement de la diaspora,. 
À partir de 2020, lors d'un discours de fin d'année, le gouvernement intérimaire, dirigé par le président Samuel Ikome Sako, a proposé la division des anciennes régions du Nord-Ouest et du Sud-Ouest en trois États autonomes : Équatorial, Midland et Savannah. Ces trois États sont divisés en 13 comtés, représentés par les 13 étoiles du drapeau national, et à leur tour divisés en 61 districts (Local Government Areas) et en sous-districts. Les États sont gouvernés par un gouverneur d'État qui est élu à la majorité des voix. Les comtés sont gouvernés par un ministre de comté qui est élu à la majorité lors des élections de l'État. Les comtés sont ensuite divisés en districts (Local Government Areas) gouvernés par un responsable de district élu lors des élections nationales. Les districts sont à leur tour divisés en sous-districts (Wards) dirigés par un conseiller de district nommé par un District Officer.

## Politique
L'Ambazonie est une proposition de république constitutionnelle fédérale et de démocratie représentative. Le gouvernement fédéral serait régi par un système de freins et contrepoids tel que défini par la proposition de constitution intérimaire. Le suffrage serait proposé pour être universel, secret et égal. Étant un état multipartite, le gouvernement fédéral serait composé de trois branches :

### Législatif

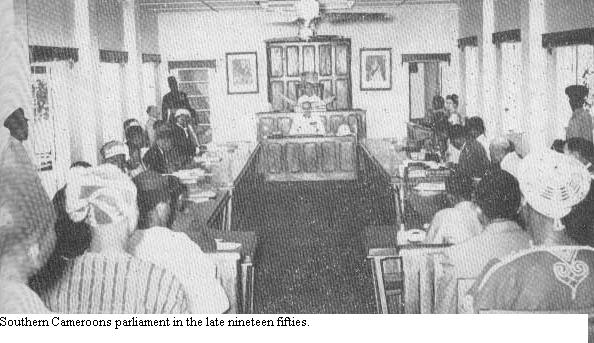
Parlement du Cameroun méridional, tel qu'il était représenté avant l'union avec la République du Cameroun (ex-Cameroun français), le 15 mai 1958.

Le pouvoir législatif proposé comme Chambre fédérale, est bicaméral et serait composé du Conseil fédéral et de la Chambre des chefs,.
La Chambre des chefs serait composée de sénateurs, représentant chacun des 13 comtés de l'Ambazonie. Le Sénat serait chargé d'approuver ou de rejeter le Cabinet et le Premier ministre. Les sénateurs sont élus tous les quatre ans, lors d'élections proposées. Des élections historiques ont eu lieu en 1957, 1959 et 1961. À la suite d'un référendum le 20 mai 1972, une nouvelle constitution a été adoptée au Cameroun, qui a remplacé l'État fédéral par un État unitaire. Le Cameroun occidental a perdu son statut d'autonomie, devenant la Province du Nord-Ouest et la Province du Sud-Ouest de la République du Cameroun, et sa législature s'est donc arrêtée. 

### Exécutif
Le pouvoir exécutif serait composé du Président qui nomme les ministres, y compris le Premier ministre.

### Judiciaire
Le pouvoir judiciaire serait composé de tous les tribunaux du « pays » : La Cour Suprême, et les autres tribunaux fédéraux,. La Cour Constitutionnelle serait responsable des membres du gouvernement qui ne respectent pas la loi constitutionnelle. 

## États et comtés
| État       | Capitale      | Zone (km²) | Population (2015) |
| ---------- | ------------- | ---------- | ----------------- |
| Équatorial | Kumba         | 15 228     | 2 618 138         |
| Midland    | Widikum-Boffe | 13 719     | 2 454 795         |
| Savannah   | Kumbo         | 13 763     | 2 733 032         |
| RFA        | Buéa          | 42 710     | 7 805 965         |

Actuellement, une proposition des membres du gouvernement intérimaire d'Ambazonie en exil stipule que la République fédérale d'Ambazonie serait une fédération composée de trois états autonomes (cependant, dans la constitution proposée à l'article 1, section 1.a, ce nombre peut être sujet à changement). Chaque état aurait son propre corps législatif, un sénat connu sous le nom de « Conseil d'Etat » ou « Chambre d'État », qui serait unicaméral et composé de représentants de chacun des districts (LGA) qui composent cet État.
Chacun des trois États a droit à un drapeau et à un emblème ou à des armoiries, en signe de leur importance au sein de la fédération et de leur culture. À partir de 2020, certaines forces séparatistes ont commencé à élaborer des drapeaux d'État pour représenter leur territoire. Le drapeau actuellement proposé comporte treize étoiles représentant chacune les 13 comtés qui composent le pays.
| État       | Comté            | Capitale | Zone (km²) |
| ---------- | ---------------- | -------- | ---------- |
| Équatorial | Fako             | Victoria | 2 093      |
| Équatorial | Meme             | Kumba    | 3 105      |
| Équatorial | Ndian            | Mundemba | 6 626      |
| Équatorial | Koupé-Manengouba | Bangem   | 3 404      |
| Midland    | Lebialem         | Menji    | 617        |
| Midland    | Manyu            | Mamfé    | 9 565      |
| Midland    | Momo             | Mbengwi  | 1 792      |
| Midland    | Mezam            | Bamenda  | 1 745      |
| Savannah   | Ngo-Ketunjia     | Ndop     | 1 126      |
| Savannah   | Bui              | Kumbo    | 2 297      |
| Savannah   | Boyo             | Fundong  | 1 592      |
| Savannah   | Menchum          | Wum      | 4 469      |
| Savannah   | Donga-Mantung    | Nkambé   | 4 279      |